# Hundsjön (Turinge socken, Södermanland)
Hundsjön är en sjö i Nykvarns kommun i Södermanland och ingår i Tyresån-Trosaåns kustområde. Sjön är 10,9 meter djup, har en yta på 0,04 kvadratkilometer och är belägen 42 meter över havet.